# ديفيد تراب
ديفيد تراب (بالإنجليزية: David Trapp)‏ (5 أغسطس 1981 ببليز - ) هو لاعب كرة قدم بليزي في مركز الوسط. شارك مع منتخب بليز لكرة القدم. أما مع النوادي، فقد لعب مع Belize Defence Force FC ‏ وBelmopan Bandits FSC ‏ وKulture Yabra FC ‏ وRevolutionary Conquerors FC ‏ وSantel's SC ‏.

## وصلات خارجية
- ديفيد تراب على موقع قاعدة بيانات كرة القدم.إي يو (الإنجليزية)
- ديفيد تراب على موقع ناشيونال فوتبول تيمز (الإنجليزية)
- ديفيد تراب على موقع Soccerway.com (الإنجليزية)